# Charmes (Allier)
Charmes (okzitanisch Charmas) ist eine französische Gemeinde mit 374 Einwohnern (Stand: 1. Januar 2022) im Département Allier in der Region Auvergne-Rhône-Alpes. Sie gehört zum Arrondissement Vichy und zum Kanton Gannat. Die Einwohner werden Charmois genannt.

## Lage
Die Gemeinde Charmes liegt in der Landschaft des Bourbonnais an der Grenze zum Département Puy-de-Dôme. etwa 13 Kilometer westsüdwestlich von Vichy. Umgeben wird Charmes von den Nachbargemeinden Monteignet-sur-l’Andelot im Norden, Cognat-Lyonne im Nordosten, Biozat im Osten, Effiat im Süden, Saint-Genès-du-Retz im Südwesten, Poëzat im Westen sowie Gannat im Westen und Nordwesten. 

## Bevölkerungsentwicklung
| Jahr                       | 1962 | 1968 | 1975 | 1982 | 1990 | 1999 | 2006 | 2016 | 2022 |
| Einwohner                  | 336  | 315  | 286  | 308  | 328  | 293  | 333  | 396  | 374  |
| Quellen: Cassini und INSEE |      |      |      |      |      |      |      |      |      |

## Sehenswürdigkeiten
- Kloster bzw. Priorat Pont-Ratier aus dem 12. Jahrhundert, seit 2001 Monument historique
- Kirche Saint-Martin aus dem 19. Jahrhundert
- Wehrhäuser von Malmouche und Montluisant aus dem 15. Jahrhundert

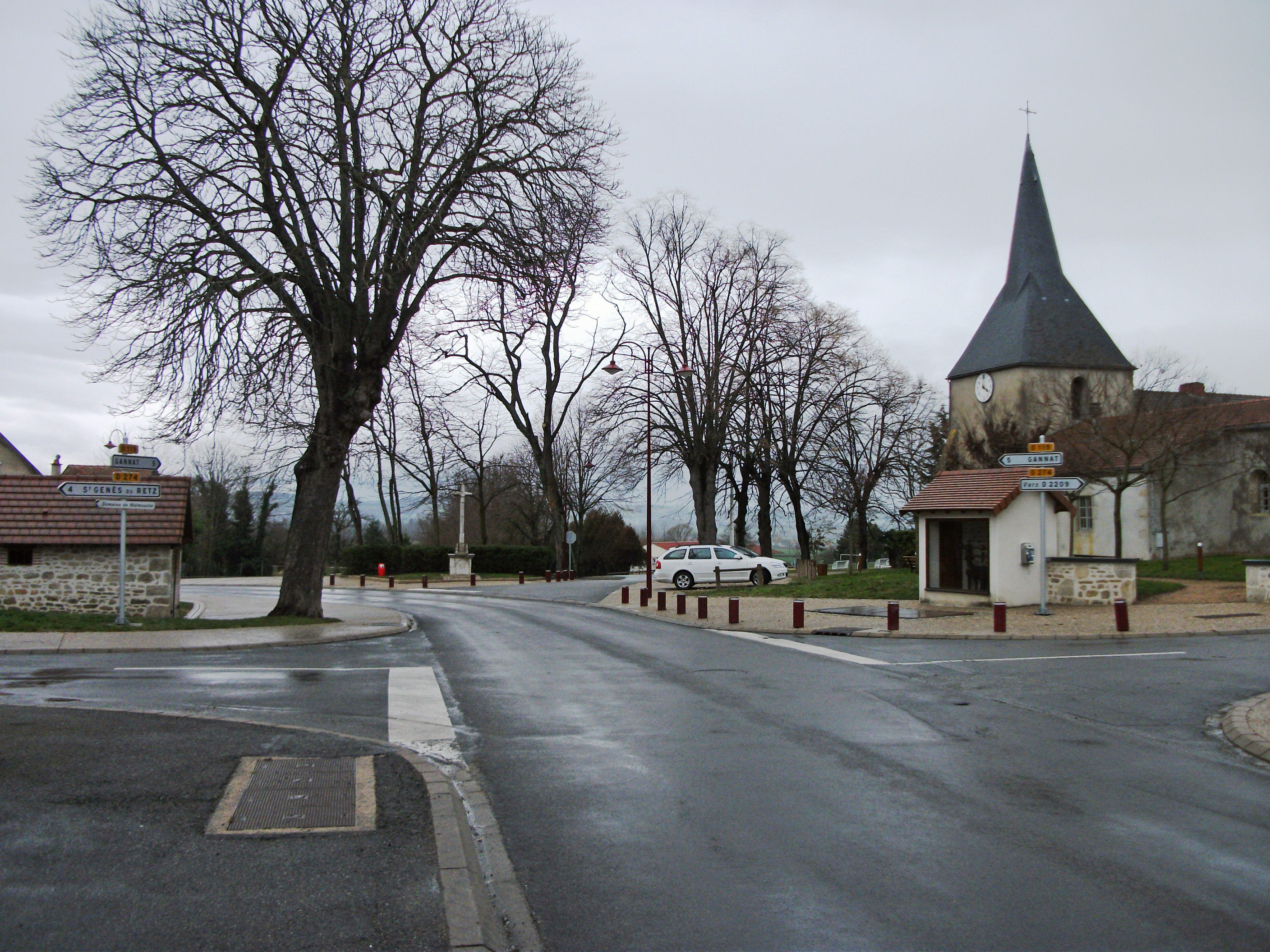
Kirche Saint-Martin